# 51 Emotions -the best for the future-
『51 Emotions -the best for the future-』（フィフティワン・エモーションズ ザ・ベスト・フォー・ザ・フューチャー）は、布袋寅泰の7作目のベスト・アルバム。2016年6月22日にVirgin Musicよりリリース。

## 解説
布袋の活動35周年を記念してCD3枚組、全51曲収録にて発売された。
初回限定のみ布袋本人にライナーノーツとDVDが同梱されている。ライナーノーツには、収録されている全51曲の関する制作当時のエピソードや楽曲に込められた思いなどが綴られている。DVDは2016年3月に行われたライブハウスツアーからの9曲と、『8 BEATのシルエット』のミュージック・ビデオが収録されている。
3枚のディスクにはそれぞれ「BEAT」「HEART」「DREAM」と刻印されており、それをテーマとした楽曲が収録されている。
アルバム収録曲を収録したベスト・アルバムは1995年の『GUITARHYTHM FOREVER Vol.1』・『GUITARHYTHM FOREVER Vol.2』以来21年ぶりとなる。BOØWY・COMPLEXのセルフカバー（ライブ音源）を除き、1作目『GUITARHYTHM』から最新シングル『8 BEATのシルエット』まで幅広く網羅しているが、『fetish』と『AMBIVALENT』からは選曲されていない。

## 収録曲

### DISC1BEAT
| 全作曲・編曲: 布袋寅泰。 |                                |                |            |      |
| #                        | タイトル                       | 作詞           | 作曲・編曲 | 時間 |
| 1.                       | 「バンビーナ」                 | 森雪之丞       | 布袋寅泰   | 4:48 |
| 2.                       | 「8 BEATのシルエット」         | 布袋寅泰       | 布袋寅泰   | 5:00 |
| 3.                       | 「BEAT EMOTION」               | 布袋寅泰       | 布袋寅泰   | 5:02 |
| 4.                       | 「サイバーシティーは眠らない」 | 布袋寅泰       | 布袋寅泰   | 4:20 |
| 5.                       | 「POISON」                     | 森雪之丞       | 布袋寅泰   | 4:27 |
| 6.                       | 「STILL ALIVE」                | 布袋寅泰       | 布袋寅泰   | 4:07 |
| 7.                       | 「DIVING WITH MY CAR」         | 布袋寅泰       | 布袋寅泰   | 4:53 |
| 8.                       | 「NOCTURNE No.9」              | 布袋寅泰       | 布袋寅泰   | 4:25 |
| 9.                       | 「スリル」                     | 森雪之丞       | 布袋寅泰   | 4:42 |
| 10.                      | 「CAPTAIN ROCK」               | 森雪之丞       | 布袋寅泰   | 4:32 |
| 11.                      | 「CHANGE YOURSELF!」           | 布袋寅泰       | 布袋寅泰   | 5:13 |
| 12.                      | 「風の銀河へ」                 | 小渕健太郎     | 布袋寅泰   | 4:43 |
| 13.                      | 「CIRCUS」                     | 森雪之丞       | 布袋寅泰   | 4:58 |
| 14.                      | 「Don't Give Up!」             | いしわたり淳治 | 布袋寅泰   | 4:30 |
| 15.                      | 「RUSSIAN ROULETTE」           | 布袋寅泰       | 布袋寅泰   | 4:00 |
| 16.                      | 「IDENTITY」                   | 布袋寅泰       | 布袋寅泰   | 4:40 |
| 17.                      | 「嵐が丘」                     | 森雪之丞       | 布袋寅泰   | 5:07 |
| 合計時間:                | 合計時間:                      | 合計時間:      | 79:27      |      |

### DISC2HEART
| 全作曲・編曲: 布袋寅泰。 |                                |                             |            |      |
| #                        | タイトル                       | 作詞                        | 作曲・編曲 | 時間 |
| 1.                       | 「LONELY★WILD」                | 布袋寅泰                    | 布袋寅泰   | 5:02 |
| 2.                       | 「さらば青春の光」             | 布袋寅泰                    | 布袋寅泰   | 4:57 |
| 3.                       | 「YOU」                        | 布袋寅泰                    | 布袋寅泰   | 6:15 |
| 4.                       | 「ラストシーン」               | 布袋寅泰                    | 布袋寅泰   | 5:27 |
| 5.                       | 「PROMISE」                    | 布袋寅泰                    | 布袋寅泰   | 5:27 |
| 6.                       | 「SURRENDER」                  | 布袋寅泰                    | 布袋寅泰   | 6:09 |
| 7.                       | 「NOBODY IS PERFECT」          | 布袋寅泰                    | 布袋寅泰   | 5:06 |
| 8.                       | 「Come Rain Come Shine」       | 岩里祐穂                    | 布袋寅泰   | 3:58 |
| 9.                       | 「DANCING WITH THE MOONLIGHT」 | ハービー山口・Lenny Zakatek | 布袋寅泰   | 5:17 |
| 10.                      | 「命は燃やしつくすためのもの」 | 布袋寅泰                    | 布袋寅泰   | 6:08 |
| 11.                      | 「BORN TO BE FREE」            | 布袋寅泰                    | 布袋寅泰   | 5:21 |
| 12.                      | 「ESCAPE」                     | 布袋寅泰                    | 布袋寅泰   | 4:30 |
| 13.                      | 「GLORIOUS DAYS」              | ハービー山口・Lenny Zakatek | 布袋寅泰   | 3:33 |
| 14.                      | 「FLY INTO YOUR DREAM」        | 布袋寅泰                    | 布袋寅泰   | 6:01 |
| 15.                      | 「DEAR MY LOVE」               | 布袋寅泰                    | 布袋寅泰   | 5:59 |
| 合計時間:                | 合計時間:                      | 合計時間:                   | 79:10      |      |

### DISC3DREAM
| 全編曲: 布袋寅泰。 |                                                            |                               |                               |       |
| #                  | タイトル                                                   | 作詞                          | 作曲                          | 時間  |
| 1.                 | 「BATTLE WITHOUT HONOR OR HUMANITY」                       | -                             | 布袋寅泰                      | 2:29  |
| 2.                 | 「STARMAN」                                                | David Bowie                   | David Bowie                   | 5:21  |
| 3.                 | 「テレグラム・サム」                                       | Marc Bolan                    | Marc Bolan                    | 3:52  |
| 4.                 | 「C'MON EVERYBODY」                                        | Eddie Cochran・Jerry Capehart | Eddie Cochran・Jerry Capehart | 3:02  |
| 5.                 | 「ミッション:インポッシブルのテーマ」                      |                               | Lalo Schifrin                 | 3:05  |
| 6.                 | 「IMMIGRANT SONG」                                         | Jimmy Page・Robert Plant      | Jimmy Page・Robert Plant      | 2:55  |
| 7.                 | 「MATERIALS」                                              | ハービー山口・Lenny Zakatek   | 布袋寅泰                      | 3:26  |
| 8.                 | 「How the Cookie Crumbles 」(feat.Iggy Pop)                | Iggy Pop                      | 布袋寅泰                      | 2:47  |
| 9.                 | 「BACK STREETS OF TOKYO」(BRIAN SETZER VS HOTEI)           | Brian Setzer                  | Brian Setzer                  | 4:47  |
| 10.                | 「TRICK ATTACK -Theme of Lupin The Third-」(Instrumental)  | -                             | 布袋寅泰                      | 3:49  |
| 11.                | 「HOWLING」(Instrumental)                                  | -                             | 布袋寅泰                      | 5:35  |
| 12.                | 「MIRROR BALL」(Instrumental)                              | -                             | 布袋寅泰                      | 4:20  |
| 13.                | 「Departure」(Instrumental)                                | -                             | 布袋寅泰                      | 4:55  |
| 14.                | 「VELVET KISS」(Instrumental)                              | -                             | 布袋寅泰                      | 2:15  |
| 15.                | 「BE MY BABY」(Live from Budokan 2011.02.01)               | 吉川晃司                      | 布袋寅泰                      | 4:41  |
| 16.                | 「BAD FEELING」(Live from London at Roundhouse 2012.12.18) | 氷室京介・高橋信              | 布袋寅泰                      | 4:51  |
| 17.                | 「NO. NEW YORK」                                           | 深沢和明                      | 布袋寅泰                      | 4:35  |
| 18.                | 「Dreamin'」(Live from Guitarhythm Live 2016.04.07)        | 布袋寅泰・松井五郎            | 布袋寅泰                      | 6:18  |
| 19.                | 「GUITAR LOVES YOU」(Instrumental)                         | -                             | 布袋寅泰                      | 3:27  |
| 合計時間:          | 合計時間:                                                  | 合計時間:                     | 合計時間:                     | 76:30 |

### DVD （初回限定盤付属）
| 全編曲: 布袋寅泰。 |                                   |                      |                                |
| #                  | タイトル                          | 作詞                 | 作曲                           |
| 1.                 | 「IMAGE DOWN」(高崎clubFLEEZ)     | 氷室京介             | 布袋寅泰                       |
| 2.                 | 「BAD FEELING」(高崎clubFLEEZ)    | 氷室京介・高橋信     | 布袋寅泰                       |
| 3.                 | 「New Chemical」(名古屋E.L.L.)    | Norman Fisher -Jones | 布袋寅泰・Norman Fisher -Jones |
| 4.                 | 「SPHINX」(名古屋E.L.L.)          | 森雪之丞             | 布袋寅泰                       |
| 5.                 | 「HOWLING」(京都磔磔)             | -                    | 布袋寅泰                       |
| 6.                 | 「やるだけやっちまえ!」(京都磔磔) | 布袋寅泰             | 布袋寅泰                       |
| 7.                 | 「バンビーナ」(京都磔磔)          | 森雪之丞             | 布袋寅泰                       |
| 8.                 | 「RUSSIAN ROULETTE」(京都磔磔)    | 布袋寅泰             | 布袋寅泰                       |
| 9.                 | 「DANCE CRAZE」(京都磔磔)         | Jonah Pashby         | 布袋寅泰                       |

| #   | タイトル               | 作詞     | 作曲     |
| --- | ---------------------- | -------- | -------- |
| 10. | 「8 BEATのシルエット」 | 布袋寅泰 | 布袋寅泰 |

## 曲解説

### DISC1BEAT
1. バンビーナ
18thシングル。
2. 8 BEATのシルエット
36thシングル。
アルバム初収録。
3. BEAT EMOTION
3rdシングル。
4. サイバーシティーは眠らない
10thシングル「スリル」のカップリング曲。
5. POISON
9thシングル。
6. STILL ALIVE
32ndシングル。
7. DIVING WITH MY CAR
5thシングル「LONELY★WILD」のカップリング曲。
3rdアルバム『GUITARHYTHM III』に収録されているRED ZONE VERSION。
8. NOCTURNE No.9
25thシングル。
9. スリル
10thシングル。
10. CAPTAIN ROCK
5thアルバム『King & Queen』収録曲。
11. CHANGE YOURSELF!
15thシングル。
12. 風の銀河へ
13thアルバム『GUITARHYTHM V』収録曲。
13. CIRCUS
14thシングル。
14. Don't Give Up!
34thシングル。
アルバム初収録のシングルバージョン。
15. RUSSIAN ROULETTE
23rdシングル。
16. IDENTITY
27thシングル。
アルバム初収録のシングルバージョン。
17. 嵐が丘
35thシングル。

### DISC2HEART
1. LONELY★WILD
5thシングル。
2. さらば青春の光
6thシングル。
4thアルバム『GUITARHYTHM IV』に収録されているアルバムバージョン。
3. YOU
3rdシングル。
4. ラストシーン
11thシングル。
5. PROMISE
33rdシングル。
アルバム初収録のシングルバージョン。
6. SURRENDER
7thシングル。
4thアルバム『GUITARHYTHM IV』に収録されているアルバムバージョン。
7. NOBODY IS PERFECT
19thシングル。
8. Come Rain Come Shine
14thアルバム『COME RAIN COME SHINE』収録曲。
9. DANCING WITH THE MOONLIGHT
1stシングル。
1stアルバム『GUITARHYTHM』に収録されているオリジナルバージョン。
10. 命は燃やしつくすためのもの
12thシングル。
5thアルバム『King & Queen』に収録されているオリジナルバージョン。
11. BORN TO BE FREE
22ndシングル。
12. ESCAPE
7thシングル「サレンダー」のカップリング曲。
ベストアルバム『B-SIDE RENDEZ-VOUS』に収録されている「'99」バージョン。
13. GLORIOUS DAYS
1stアルバム『GUITARHYTHM』収録曲。
原曲から効果音（イントロの足音、ミュージック・ビデオにおける扉が閉まる音）が除外されている。
14. FLY INTO YOUR DREAM
2ndアルバム『GUITARHYTHM II』収録曲。
15. DEAR MY LOVE
5thアルバム『King & Queen』収録曲。

### DISC3DREAM
1. BATTLE WITHOUT HONOR OR HUMANITY
26thシングル、およびサウンドトラックアルバム『新・仁義なき戦い/そしてその映画音楽』収録曲。
2. STARMAN
2ndアルバム『GUITARHYTHM II』収録曲。
3. テレグラム・サム
カバーアルバム『MODERN TIMES ROCK'N'ROLL』収録曲。
4. C'MON EVERYBODY
1stアルバム『GUITARHYTHM』収録曲。
原曲から効果音（アウトロの足音）が除外されている。
5. ミッション:インポッシブルのテーマ
34thシングル『Don't Give Up!』のカップリング曲。
アルバム初収録。
6. IMMIGRANT SONG
6thアルバム『SUPERSONIC GENERATION』収録曲。
7. MATERIALS
1stアルバム『GUITARHYTHM』収録曲。
8. How the Cookie Crumbles (feat.Iggy Pop)
15thアルバム『New Beginnings』、および16thアルバム『STRANGERS』収録曲。
9. BACK STREETS OF TOKYO (BRIAN SETZER VS HOTEI)
30thシングル。
10. TRICK ATTACK -Theme of Lupin The Third-（Instrumental）
15thアルバム『New Beginnings』収録曲。
11. HOWLING（Instrumental）
9thアルバム『DOBERMAN』収録曲。
12. MIRROR BALL（Instrumental）
10thアルバム『MONSTER DRIVE』収録曲。
13. Departure（Instrumental）
15thアルバム『New Beginnings』収録曲。
14. VELVET KISS（Instrumental）
5thアルバム『King & Queen』収録曲。
15. BE MY BABY（Live from Budokan 2011.02.01）
ベストアルバム『ALL TIME SUPER BEST』に収録されたCOMPLEXの1stシングルのセルフカバー。
2011年2月1日に日本武道館にて行われたライブ「30th ANNIVERSARY 第一弾 HOTEI THE ANTHOLOGY "創世記" BEGINNING FROM ENDLESS 〜BOØWY COMPLEX GUITARHYTHM〜」からの音源。
16. BAD FEELING（Live from London at Roundhouse 2012.12.18）
ベストアルバム『ALL TIME SUPER BEST』に収録されたBOØWYの2ndシングルのセルフカバー。
2012年12月18日にロンドンのラウンドハウス（英語版）にて行われたワンマンライブからの音源。
17. NO. NEW YORK（Live from Takasaki clubFleez 2016.03.05）
オリジナルはBOØWYの1stアルバム『MORAL』収録曲。
2016年3月5日に高崎clubFLEEZにて行われたライブ「布袋寅泰 35th ANNIVERSARY 8BEATのシルエット 2016【BEAT1】〜すべてはライブハウスから〜」からの音源。
18. Dreamin'（Live from Guitarhythm Live 2016.04.07）
オリジナルはBOØWYの3rdアルバム『BOØWY』収録曲。
2016年4月7日に国立代々木第一体育館にて行われたライブ「布袋寅泰 35th ANNIVERSARY 8BEATのシルエット 2016【BEAT2】〜ギタリズム伝説'88〜 ソロデビュー再現GIGS」からの音源。
19. GUITAR LOVES YOU（Instrumental）
2ndアルバム『GUITARHYTHM II』収録曲。

### DVD（初回限定盤付属）

#### 【BEAT1】〜すべてはライブハウスから〜
1. IMAGE DOWN（高崎clubFLEEZ）
2. BAD FEELING（高崎clubFLEEZ）
3. New Chemical（名古屋E.L.L.）（Instrumental）
4. SPHINX（名古屋E.L.L.）
5. HOWLING（京都磔磔）（Instrumental）
6. やるだけやっちまえ!（京都磔磔）
7. バンビーナ（京都磔磔）
8. RUSSIAN ROULETTE（京都磔磔）
9. DANCE CRAZE（高崎clubFLEEZ）

#### MUSIC VIDEO
1. 8 BEATのシルエット